# Gmina Benedikt
Gmina Benedikt (słoweń.: Občina Benedikt) – gmina w Słowenii. W 2002 roku liczyła 2100 mieszkańców.

## Miejscowości
Miejscowości wchodzące w skład gminy Benedikt:

- Benedikt – siedziba gminy
- Drvanja
- Ihova
- Ločki Vrh
- Negovski Vrh
- Obrat
- Spodnja Bačkova
- Spodnja Ročica
- Stara Gora
- Sveti Trije Kralji v Slovenskih Goricah
- Trotkova
- Trstenik
- Štajngrova
- Ženjak